# دون ديليلو
دون ديليلو هو روائي، سيناريست أمريكي ولد في 20 نوفمبر 1936، أشتهر لتأليفه رواية الضوضاء البيضاء.